# Benareby
Benareby är en bebyggelse i Härryda kommun belägen sydost om Mölnlycke. SCB avgränsade före 2015 här en tätort och en separat småort, Benareby (södra delen). Från 2015 ingår området som en del av tätorten Mölnlycke. 
Benareby är beläget mellan sjöarna Nordsjön, Yxsjön, Finnsjön och Gravsjön.  
I Benareby finns utöver äldre gårdar många före detta fritidshus som numera är bebodda permanent. 
Historiskt har Benareby varit känt för tillverkning av trätunnor, främst till fiskberedningsindustrin. Tunnbindartraditionen har levt vidare ända in i vår tid.

## Administrativ historik
Benareby och större delen av Hyltan tillhör historiskt sett Landvetters socken men överfördes till Råda socken 1948. Undantaget är Västra Hyltan som även tidigare tillhörde Råda socken. 
Åbydalen var fram till 1992 en så kallad exklav i Fässbergs socken och Mölndals kommun. Anledningen till detta var att marken för flera hundra år sedan tillföll bönderna i Åby i Fässbergs socken som kompensation för att en man därifrån blivit dräpt i Råda.

### Befolkningsutveckling
| Befolkningsutvecklingen i Benareby 1990–2010                                                                                                  | Befolkningsutvecklingen i Benareby 1990–2010 | Befolkningsutvecklingen i Benareby 1990–2010 | Befolkningsutvecklingen i Benareby 1990–2010 | Befolkningsutvecklingen i Benareby 1990–2010 |
| --- | -------------------------------------------- | -------------------------------------------- | -------------------------------------------- | -------------------------------------------- |
| |                                              |                                              |                                              |                                              |
| År |                                              |                                              | Folkmängd                                    | Areal (ha)                                   |
| 1990 | 1990                                         |                                              | 402                                          | 164#                                         |
| 1995 | 1995                                         |                                              | 311                                          | 64                                           |
| 2000 | 2000                                         |                                              | 340                                          | 65                                           |
| 2005 | 2005                                         |                                              | 385                                          | 66                                           |
| 2010 | 2010                                         |                                              | 384                                          | 66                                           |
| Anm.: Ny tätort 1995. 1990 var namnet Bolås + Benareby + Hyltan + Höga Hallar. 2015 väste området samman med tätorten Mölnlycke # Som småort. |                                              |                                              |                                              |                                              |

| Befolkningsutvecklingen i Benareby (södra delen) 2000–2010         | Befolkningsutvecklingen i Benareby (södra delen) 2000–2010 | Befolkningsutvecklingen i Benareby (södra delen) 2000–2010 | Befolkningsutvecklingen i Benareby (södra delen) 2000–2010 | Befolkningsutvecklingen i Benareby (södra delen) 2000–2010 |
| ------------------------------------------------------------------ | ---------------------------------------------------------- | ---------------------------------------------------------- | ---------------------------------------------------------- | ---------------------------------------------------------- |
|                                                                    |                                                            |                                                            |                                                            |                                                            |
| År                                                                 |                                                            |                                                            | Folkmängd                                                  | Areal (ha)                                                 |
| 2000                                                               | 2000                                                       |                                                            | 55                                                         | 6#                                                         |
| 2005                                                               | 2005                                                       |                                                            | 57                                                         | 6#                                                         |
| 2010                                                               | 2010                                                       |                                                            | 64                                                         | 6#                                                         |
| Anm.: Ny småort 2000, sammanvuxen med Mölnlycke 2015 # Som småort. |                                                            |                                                            |                                                            |                                                            |